# 782年
| 千纪： | 1千纪                                                                                           |
| 世纪： | 7世纪 \| 8世纪 \| 9世纪                                                                         |
| 年代： | 750年代 \| 760年代 \| 770年代 \| 780年代 \| 790年代 \| 800年代 \| 810年代                       |
| 年份： | 777年 \| 778年 \| 779年 \| 780年 \| 781年 \| 782年 \| 783年 \| 784年 \| 785年 \| 786年 \| 787年 |
| 纪年： | 壬戌年（狗年）；唐建中三年；南诏见龙三年；日本天應二年，延曆元年；渤海国大興四十五年            |

## 大事记
- 朱滔、張孝忠破李惟岳於鹿城（今河北辛集）。契丹籍的成德兵馬使王武俊倒戈，殺掉李惟岳向中央請降，但因在瓜分成德領地時，諸將不服，朱滔又聯合田悅、李納和李希烈等再次舉兵叛亂。
- 法兰克人进攻萨克森一据点，惨遭失败。恼羞成怒的查理曼展开大屠杀报复，一次处死萨克森人4500名。世人惊呼残暴，法兰克最有名望的学者阿尔昆（735年－804年）亦对此颇有微言。
- 阿拔斯王朝的哈伦率领阿拔斯军队出征东罗马帝国，此次作战远至博斯普鲁斯海峡。东罗马摄政皇太后伊琳娜被迫乞和，和约规定东罗马帝国向阿拔斯王朝纳贡每年分两期七到九万第纳尔。哈里发马赫迪为此赐予哈伦荣名「拉希德」（al-Rashid，意为正直者）,并立哈伦·拉希德为第二继承人。

## 逝世
- 1月11日：光仁天皇，日本第49代天皇